# Тоста Карраско, Висенте
Висенте Тоста Карраско (исп. Vicente Tosta Carrasco; 27 октября 1886, Хесус-де-Оторо, Интибука – 7 августа 1930, Тегусигальпа ) — гондурасский государственный, политический и военный деятель, бригадный генерал, и.о. Президента Гондураса (30 апреля 1924 – 1 февраля 1925).

## Биография
Начал военную карьеру в 1904 году , поступил в военное училище  в Тонконтине . В 1908 году получил звание лейтенанта. Служил в Президентском почётном карауле. В 1909 году был произведён  в капитаны. Позже руководил школой капралов и сержантов . В 1910 году получил звание майора .
В 1919 году участвовал в свержении президента Франсиско Бертранда , что привело к власти Рафаэля Лопеса Гутьерреса в результате военного переворота. В 1919–1920 годах – военный министр и министр развития, общественных работ и сельского хозяйства Гондураса. 
Произведён в полковники, а затем в бригадные генералы. Назначен военным инспектором Северного побережья, командующим Пуэрто-Кортеса, инспектором Западного побережья.
Занимал пост Губернатора департамента Копан в 1921 - 1923 гг.
В 1924 году организовал свержение Тибурсио Кариаса Андино и сменил его на посту президента: временно занимал его с 30 апреля 1924 года по 1 февраля 1925 года от имени Либеральной партии Гондураса. В 1928 году участвовал в основании Независимой партии. 
В 1925–1929 годах был военным министром Гондураса. С 1929 года до смерти в 1930 году работал министром внутренних дел, юстиции и здравоохранения.